# Clemente Cortejón Lucas
Clemente Cortejón Lucas (Meco, comunitat de Madrid, 1842 - Barcelona, 1911) fou un cervantista i crític literari espanyol, acadèmic de l'Acadèmia de Bones Lletres de Barcelona.

## Biografia
Va estudiar Teologia al monestir de San Lorenzo del Escorial. Es va doctorar en Filosofia i Lletres a la Universitat Central de Madrid, on fou deixeble de Marcelino Menéndez Pelayo. Va ser catedràtic de Retòrica en l'Institut de Barcelona (1877) i canonge de la catedral d'aquesta mateixa ciutat des de 1910. Membre corresponent de la Reial Acadèmia de la Llengua i membre de l'Acadèmia de Bones Lletres de Barcelona. Va acumular una important biblioteca especialitzada en Cervantes i va morir abans de veure completament impresa la seva edició crítica del Quixot.

## Obra
La seva gran obra va ser El ingenioso hidalgo Don Quijote de la Mancha. Primera edición crítica con variantes, notas y el diccionario de todas las palabras usadas en las novelas Madrid: Victoriano Suárez, 1905-1913, 6 vols. L'obra va quedar interrompuda a la mort de l'autor el 1911, però va ser represa no obstant això per Joan Givanel i Mas i Joan Suñé i Benages, que van prendre l'esforç de redactar les notes que van quedar pendents; el diccionari no va arribar a publicar-se.
L'obra era molt ambiciosa: va anunciar un aparell crític que acarava 26 edicions diferents, llistes de variants, notes abundantíssimes, etc., però l'obra va perdre gairebé tot el seu crèdit principalment per quatre causes: l'animadversió directa de Cortejón cap a Diego Clemencín i altres comentaristes el va portar a forçar lectures sense cap justificació, els comentaris resulten llargs i moltes vegades extemporanis, es va autoatribuir idees i solucions que resulten no ser seves i va deixar d'explicar molts dels canvis introduïts i de justificar lectures modernitzades, entre altres raons que fan incòmode l'ús de la seva edició.